# Radusz (rekonstrukcja grodu)

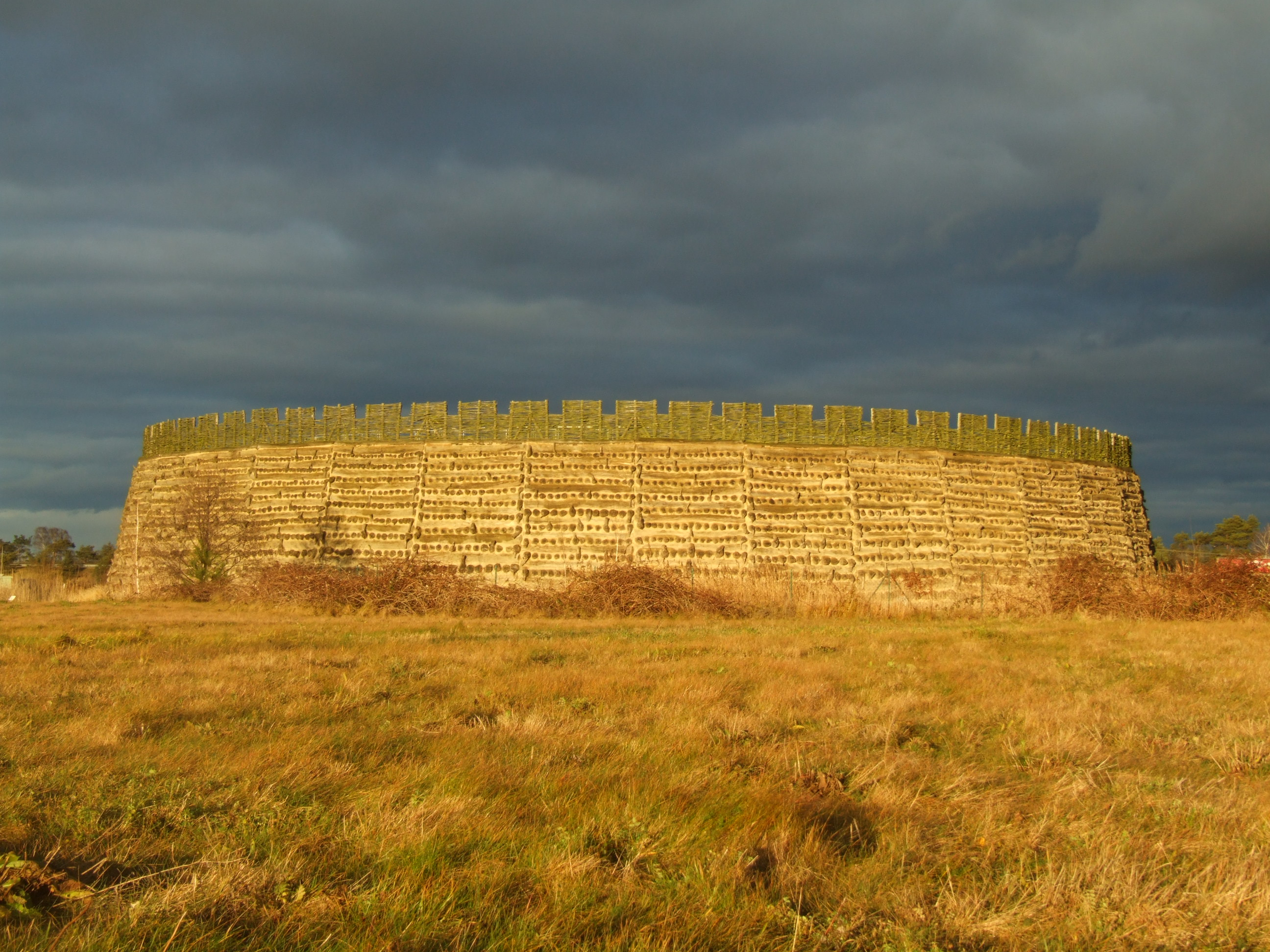
Rekonstrukcja słowiańskiego grodu Radusch z zewnątrz

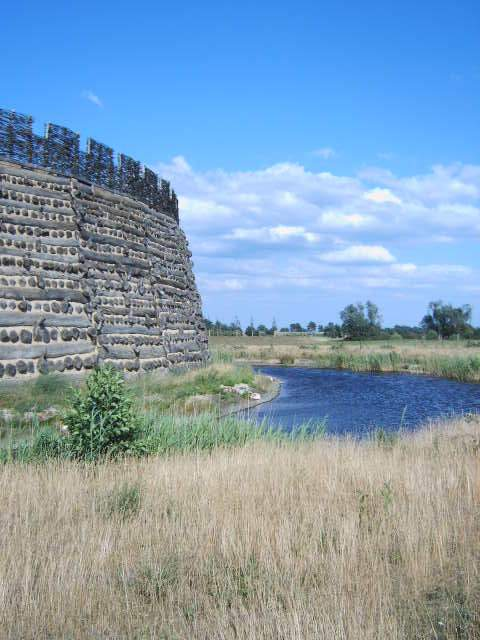
Fragment wału obronnego

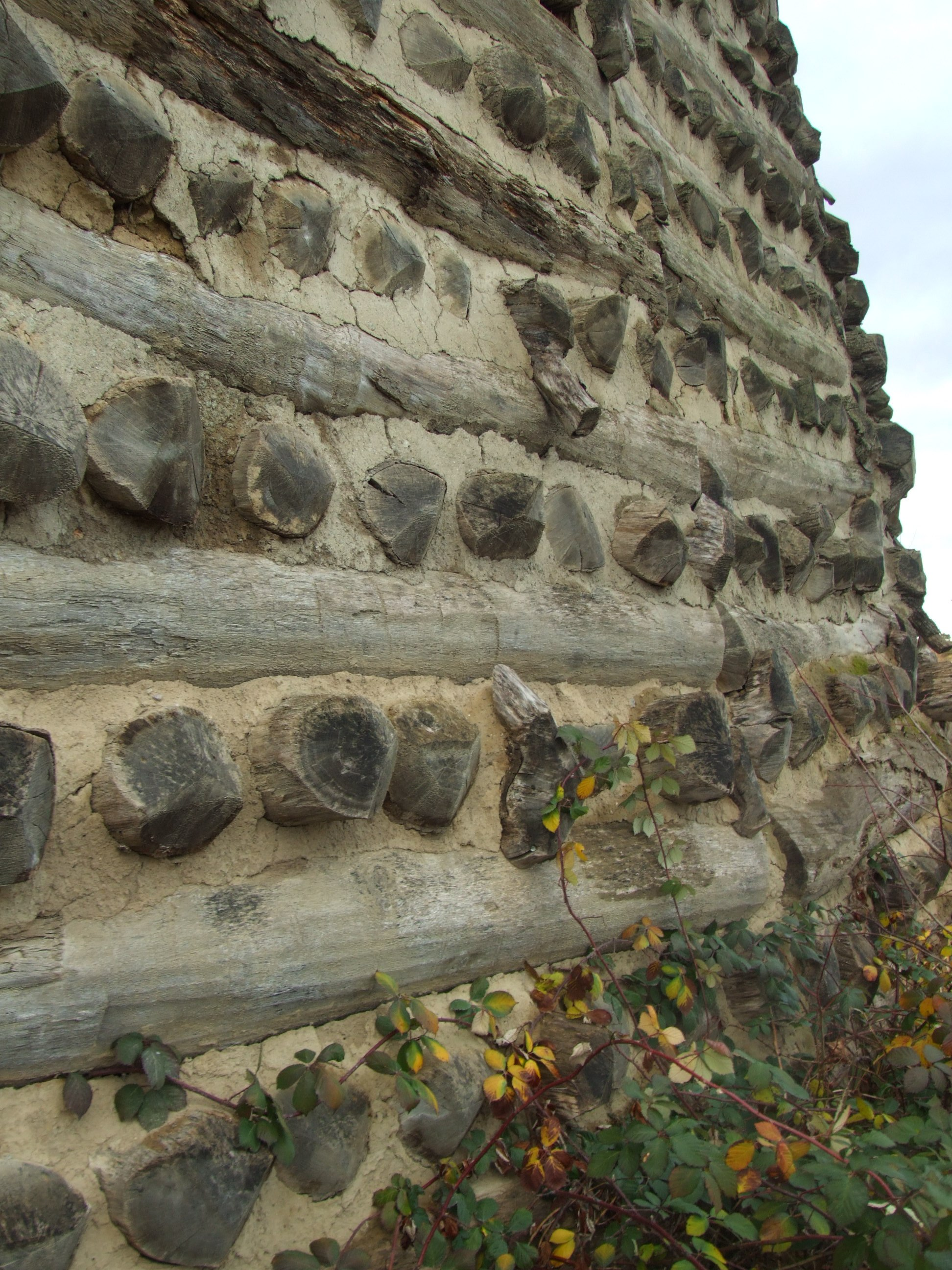
Wał obronny z bliska

Radusz (serb. Raduš, niem. Slawenburg Raddusch) – rekonstrukcja słowiańskiego grodu łużyckiego sprzed 1000 lat.

## Położenie
Gród leży na Łużycach Dolnych w pobliżu wioski Raddusch (dolnołuż. Raduš), w okolicach miasta Vetschau (dolnołuż. Wětošow/Błota) w Brandenburgii, w Niemczech wschodnich.

## Historia
Gród zbudowali ok. IX–X wieku członkowie słowiańskiego plemienia Łużyczan należących do plemion serbskich z grupy Słowian zachodnich zamieszkujących Dolne Łużyce. Była to jedna z 20 osad grodowych przypisywanych Serbołużyczanom przez tzw. Geografa Bawarskiego. Gród odkryto podczas wykopalisk archeologicznych przeprowadzonych w latach 1984 oraz 1989/1990. Rekonstrukcja została zakończona w roku 1990 i stanowi obecnie jedną z atrakcji regionu.